# Франгулян, Володя Размикович
Володя Размикович Франгулян (род. 20 октября 1992, Ереван, Армения) — армянский борец вольного стиля.

## Биография
Володя Франгулян родился 20 октября 1992 года в Ереване.
Занимается спортом уже более 20 лет.
Имеет звания мастера спорта Армении, и также является мастером спорта международного класса.
С 2021 года Володя Франгулян перешел на ММА.

## Достижения
Володя чемпион Европы 2015 года среди молодёжи до 23 года
Франгулян бронзовый призер чемпионата европы среди взрослых 2017.
Многократный чемпион Армении.
МНОГОКРАТНЫЙ ЧЕМПИОН И ПРИЗЕР НА МЕЖДУНАРОДНЫХ ТУРНИРОВ.